# Аброськина де Гарсия, Марина Николаевна
Марина Николаевна Аброськина де Гарсия (31 марта 1967, Волгоград — 17 января 2011, Мексика) — советско-мексиканская баскетболистка, выступавшая в амплуа центрфорварда. Чемпион Европы 1989 года в составе сборной СССР и чемпион Центральной Америки 1991 года в составе сборной Мексики. Мастер спорта СССР международного класса.

## Биография
Выпускница Волгоградской СДЮСШОР № 2, которая была «кузницей игроков» для местного баскетбольного клуба «Динамо». В 1984 году Марина стала чемпионкой Европы среди кадеток. Через 5 лет она уже дебютировала в «первой» сборной на чемпионате Европы 1989, где завоевала золотые медали. К тому времени Марина была основным игроком волгоградского «Динамо», с которым два раза подряд выигрывала бронзовые медали первенства СССР.
В июле 1990 года «Динамо» в Мексике проводила ряд товарищеских игр с местной национальной сборной. В последнюю ночь перед отлётом в СССР команда находилась на олимпийской базе в Мехико, в 23 часа второй тренер команды Владимир Колосков обнаружил отсутствие Марины в номере. Поиски результатов не дали. Затем Аброськина позвонила матери и объяснила, что побег совершила из-за любви к тренеру сборной Мексики де Гарсии. Вскоре они поженились, и баскетболистка взяла фамилию мужа.
Через год Аброськина в составе сборной Мексики завоевала золотую медаль чемпионата Центральной Америки, но уже в 1993 году при подготовке команды к очередному первенству, из-за разногласий в федерации баскетбола, её попросили уйти из команды. Вернулась она через 13 лет в качестве помощника тренера сборной.
Поиграв 9 лет за мексиканские клубы, Аброськина вернулась в Россию, где сначала играла за подмосковный «Спартак», а затем за волгоградскую «Надежду». Не снискав лавров, она перебралась в Швейцарию, где и завершила карьеру игрока.
В последние годы постоянно жила в Мексике, у неё не было детей. Из рассказа заслуженного тренера СССР и России Бориса Майзлина:

У Марины ещё несколько лет назад медики обнаружили опухоль головного мозга, иногда она даже теряла сознание. В последний раз она при потере сознания упала со стула и сильно ударилась головой, впала в кому, в которой пребывала пять дней, а умерла уже от инфаркта

Марина Аброськина похоронена 18 января 2011 года в Мексике. С родными прорабатывался вопрос, чтобы тело Марины Аброськиной перевезти на родину и похоронить в Волгограде. Но при черепно-мозговой травме, ставшей, возможно, одной из причин смерти, это невозможно по местным законам. Планировалось, что после того, как пройдёт годовщина смерти, состоится кремация останков тела и прах Марины Аброськиной будет доставлен в Волгоград для перезахоронения.

## Достижения
- Чемпион Европы среди кадеток: 1984
- Чемпион Европы: 1989
- Чемпион Центральной Америки: 1991
- Бронзовый призёр чемпионата СССР: 1989, 1990